# Kauhajoki
Kauhajoki é um município finlandês. Foi neste município que ocorreu um massacre em uma instituição de educação profissional. Localiza-se a cerca de 360 quilômetros da capital, Helsinque